# 何孟書
何孟書，1992年畢業於國立成功大學，1994年取得國立臺灣大學碩士，1999年取得宾夕法尼亚大学博士，研究師承Renee Diehl。
畢業後，進入國立中興大學任教。專長研究纳米技术，近年投入生物科技，結合奈米科技，發展新的考古研究技術。

## 外部參考
- 《台灣女科技人電子報》107 期 （页面存档备份，存于）